# 황창평
황창평(黃昌平, 1940년 ~ 2017년) 대한민국의 제17대 국가보훈처장을 역임한 공무원이다. 본관은 창원이며, 경상남도 마산 출생이다.

## 학력
- 고려대학교 법과대학 행정학과

## 경력
- 중앙정보부 공채 2기 합격
- 제9기 민주평화통일자문회의 직능대표
- 1994년 12월 24일 ~ 1996년 12월 19일 국가보훈처장